# KGB (jeu vidéo)
Pour les articles homonymes, voir KGB (homonymie).
KGB (ou Conspiracy, pour la version CD-Rom) est un jeu vidéo d'aventure développé par Cryo Interactive et édité par Virgin Interactive en 1992. Le jeu fonctionne sur Amiga et sous DOS.

## Scénario
L'intrigue se déroule en août 1991, quand l'Union soviétique est en pleine dislocation. Le jeu suit une vision uchronique très inspirée du putsch d'août où la ligne dure du parti communiste souhaita sauver le pays en remplaçant son président Mickael Gorbatchev.
Le capitaine Maksim Mikahilovich Rukov a été récemment transféré, sans explication du GRU au sein du département P du KGB. Ce département enquête sur la corruption au sein du KGB et l'éventuelle présence de traîtres et d'agents doubles.
Alors qu'on l'envoie pour enquêter sur la mort mystérieuse d'un détective privé, Rukov découvre une conspiration aux ramifications qui pourraient s'avérer haut placées.

## Développement
- Scénariste : Johan Robson[3]
- Programmeur : Yves Lamoureux[3]
- Graphiste : Michel Rho[3]